# Draba brachystylis
Draba brachystylis là một loài thực vật có hoa trong họ Cải. Loài này được Rydb. mô tả khoa học đầu tiên năm 1902.